# کلان‌شهر مستقل سنت هلنز
کلان‌شهر مستقل سنت هلنز (به انگلیسی: Metropolitan Borough of St Helens) یک منطقهٔ مسکونی در انگلستان است که در مرزیساید واقع شده‌است.